# Samuel Hearne
Samuel Hearne (ur. 1745 w Londynie, zm. 1792 tamże) – brytyjski podróżnik i odkrywca, autor Journey from the Prince of Wales's Fort in Hudson Buy to the Northern Ocean (1795).